# 廖瑋晴
廖瑋晴（2001年1月14日—）為臺灣女子籃球運動員，生於新北市，出身仁愛國小以及JHBL乙級球隊銘傳國中，高中進入金甌女中就讀，2017年當選U16亞青女籃賽國手，高中畢業後升學至臺北市立大學，並被台電女籃放進WSBL保留名單當中。2023年夏天加入台電女籃。
2025年4月，廖瑋晴首次正選成人國家隊，代表參賽2025年亞洲盃女籃第二級東亞區資格賽。

## 外部連結
- 廖瑋晴在fiba.basketball（英语）
- 廖瑋晴在archive.fiba.com（存檔）（英语）
- 廖瑋晴在Eurobasket.com（球員）（英语）
- 廖瑋晴在Eurobasket.com（球員）（英语）